# 페라리 328

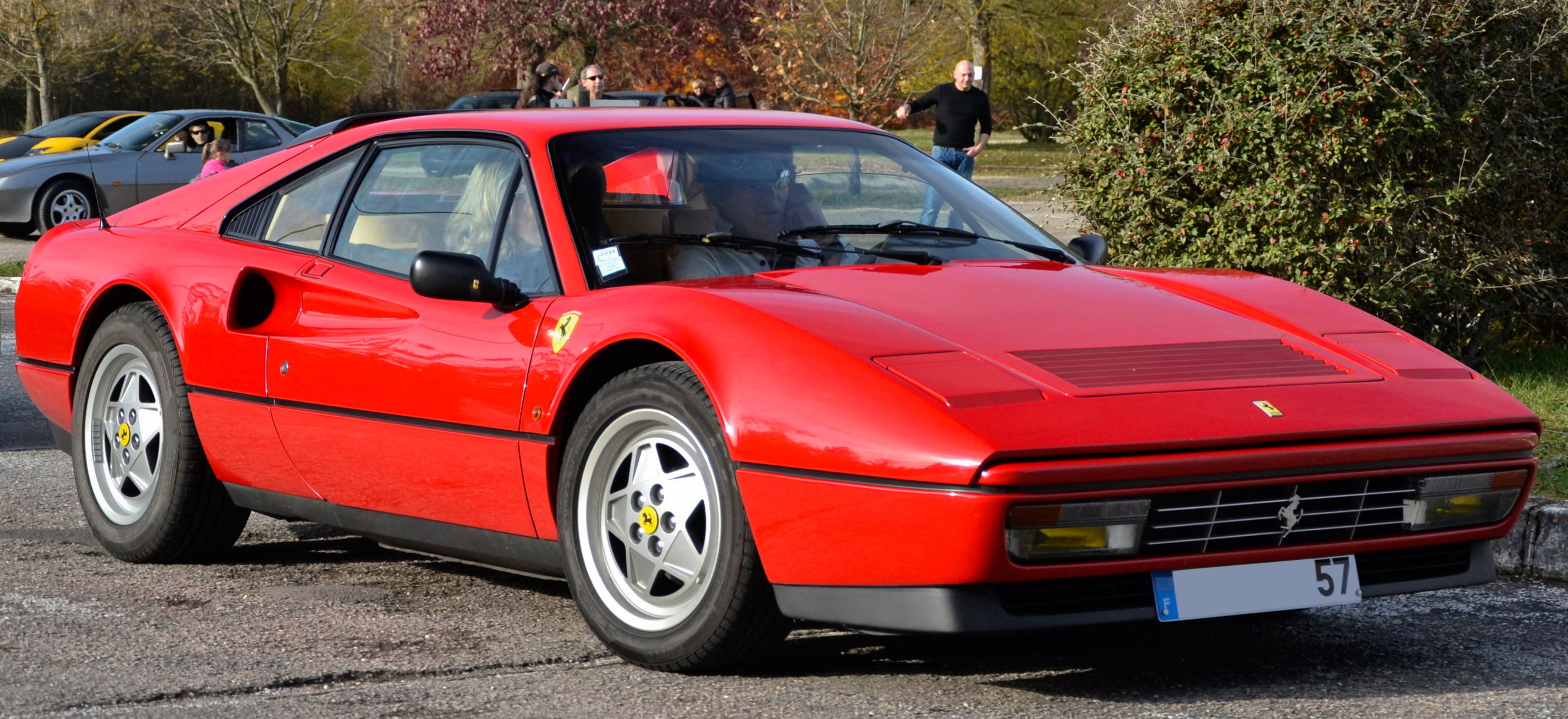
페라리 328

페라리 328(Ferrari 328)은 페라리 자동차가 만든 스포츠카이다. 1985년의 프랑크푸르트 모터쇼로 데뷔하였다. 바디 디자인은 피닌파리나의 디자이너, 레오나르도 피오라바티가 담당하였다.
1989년, 페라리 348이 나오면서 단종되었다.